# Bernard Lamarque
 (juillet 2025).
Si vous disposez d'ouvrages ou d'articles de référence ou si vous connaissez des sites web de qualité traitant du thème abordé ici, merci de compléter l'article en donnant les références utiles à sa vérifiabilité et en les liant à la section « Notes et références ».
Bernard Lamarque, né le 19 mars 1947 [Où ?], est un ancien joueur français de basket-ball.

## Biographie
Il a été formé à l’US Orthez.
International junior et militaire il est l’artisan de la montée en première division de l'équipe de l'Élan béarnais Pau-Lacq-Orthez. Saison 1968/1969 il évolue au Stade Auto Lyonnais sous la houlette d'André Buffière, avec Pierre Galle, Gérard Lespinasse, Bernard Fatien, Christian Petit, Bébert Demeyer, Montée en Première Division. Capitaine de l’Élan béarnais d'Orthez durant une partie des années 1970.

## Clubs
- ???? - 1967 :  U.S.Orthez (Région)

- 1967 - 1969 :  SA Lyon (Nationale 2)

- 1969 - 1981 :  EB.Orthez (Nationale 1)